# Арпад
Арпа́д (угор. Árpád; близько 845 — бл. 907) — вождь, великий князь (надьфейеделем) угорців (оногурів), засновник династії Арпадів.

## Біографія
Син дюли (воєводи) Альмоша. Успадкував його титул 889 року. До 904 року, за традицією, запозиченою угорцями в хозарів, ділив владу зі співправителем Курсаном, який мав титул кенде.
Керував угорцями під час набігу на Великоморавську державу (892), у війнах з болгарами на боці Візантії (894-896), походу на Ломбардію на прохання східнофранкського короля Арнульфа. Під його керівництвом відбулося переселення мадярських племен на їхню теперішню територію, так звана епоха «Віднайдення вітчизни», коли в 896 році угорці, витіснені печенігами, перейшли через Карпати й оселилися в Середньому Подунав'ї.
У 894 році мадяри уклали угоду зі Святополком — князем Великої Моравії задля спільного походу на землі франків, але Святополк не дожив до цієї події.
Згідно з народними переказами, правитель Великоморавської держави обдарував на знак подяки плем'я мадярів землями на території свого князівства. Існує думка, що за давньою язичницькою традицією угорці подарували Святополкові білого коня з усією збруєю (мовляв, поведеш нас у бій і станеш переможцем), а він взамін надіслав їм жменю землі, трави і води, що символічно значило: моя земля — ваша земля.
За даними істориків, у 895 році близько 500 тисяч воїнів[джерело?] на чолі з Арпадом перейшли через Карпати і зайняли Придунайську рівнину. На той час Арпад мав титул дюли — воєводи. У цей час владу він розділяв із кенде Курсаном.
У 895 році угорці зазнали поразки в бою з печенігами, тож мали відступати на захід, за Карпатські гори. Ці землі вони вже знали, позаяк у 862 році брали участь у набігах на східні кордони Франкської імперії.
До 899 року угорці проживали тільки на лівобережжі Дунаю, тоді ж був запланований похід на Венецію спільно з військом Арнульфа Карінтійського (один з останніх представників німецької гілки династії Каролінгів). Угорців повів старший син Арпада.
Унаслідок загибелі в бою Арнульфа військо франків почувалося розрізненим, тож угорцям досить легко вдалося захопити правий берег Дунаю — Паннонію. У 900-901 роках угорці під проводом Арпада остаточно розгромили Блатенське князівство. У 901 році вони окупували і Блатенське князівство зі столицею у Блатнограді. Іще через 5 років розгромили Велику Моравію. Так зміг проявити свій талант полководця і мудрого управителя Арпад, котрий з 904 року був ще й надьфеєделемом, адже Курсана було зрадницьким чином убито під час переговорів із франками.
Тепер Арпад мав необмежену владу, він володів найбільшим земельним наділом, але сім племінних князів залишалися незалежними в межах своїх володінь. Саме племінні князі, вожді кланів та заможні представники племен стали військовою аристократією, на яку спирався Арпад. Таким чином йому вдалося розширити землі мадярів.
У 907 році біля Братиславського замку відбулося військове зіткнення угорців та баварців, останні зазнали поразки. Є версія, що під час бою загинув князь Арпад. Його поховали поблизу сучасного Будапешта, біля невеликої річки. Він став основоположником королівської династії Арпадів, яка правила Угорщиною до 1301 року.
Пам'ять славного правителя мадярів потомки вшанували, возвівши на його честь монументи: один з них знаходився в Девіні (замок у Братиславі) і являв собою корінфський стовп, на якому височіла фігура Арпада з мечем у руці. Цей пам'ятник був демонтований у 1923 році.
У м. Будапешт на Площі Героїв, або так званій Площі Тисячоліття, до сьогодні зберігся Міленіумний пам'ятник, що у своєму ансамблі вміщує постать князя Арпада на коні.
За твердженням Костянтина Багрянородного, Арпад мав 5 синів: Левенте, Таргош, Улле, Юташ та Золта.

## Пам'ять
У селі Ракошино Закарпатської області є вулиця Короля Арпада

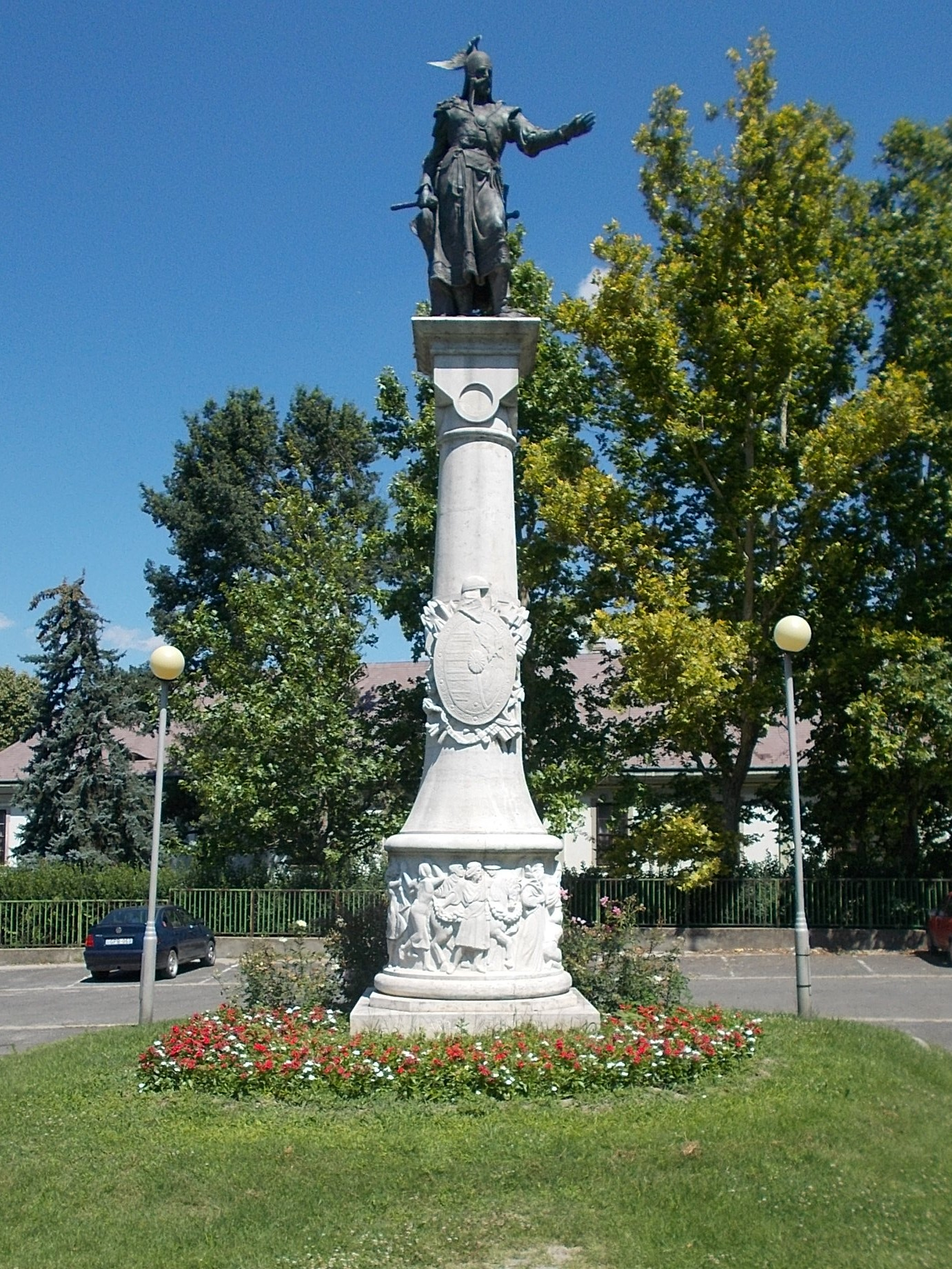
Пам'ятник Арпаду в місті Рацкеве (Угорщина)